# Nils Persson

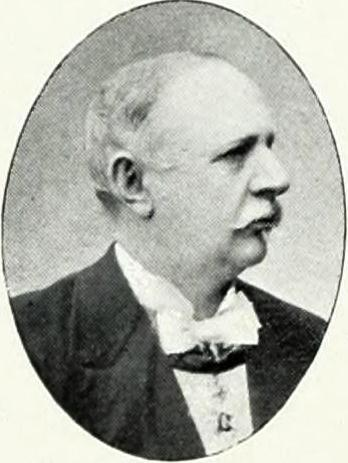
Nils Persson

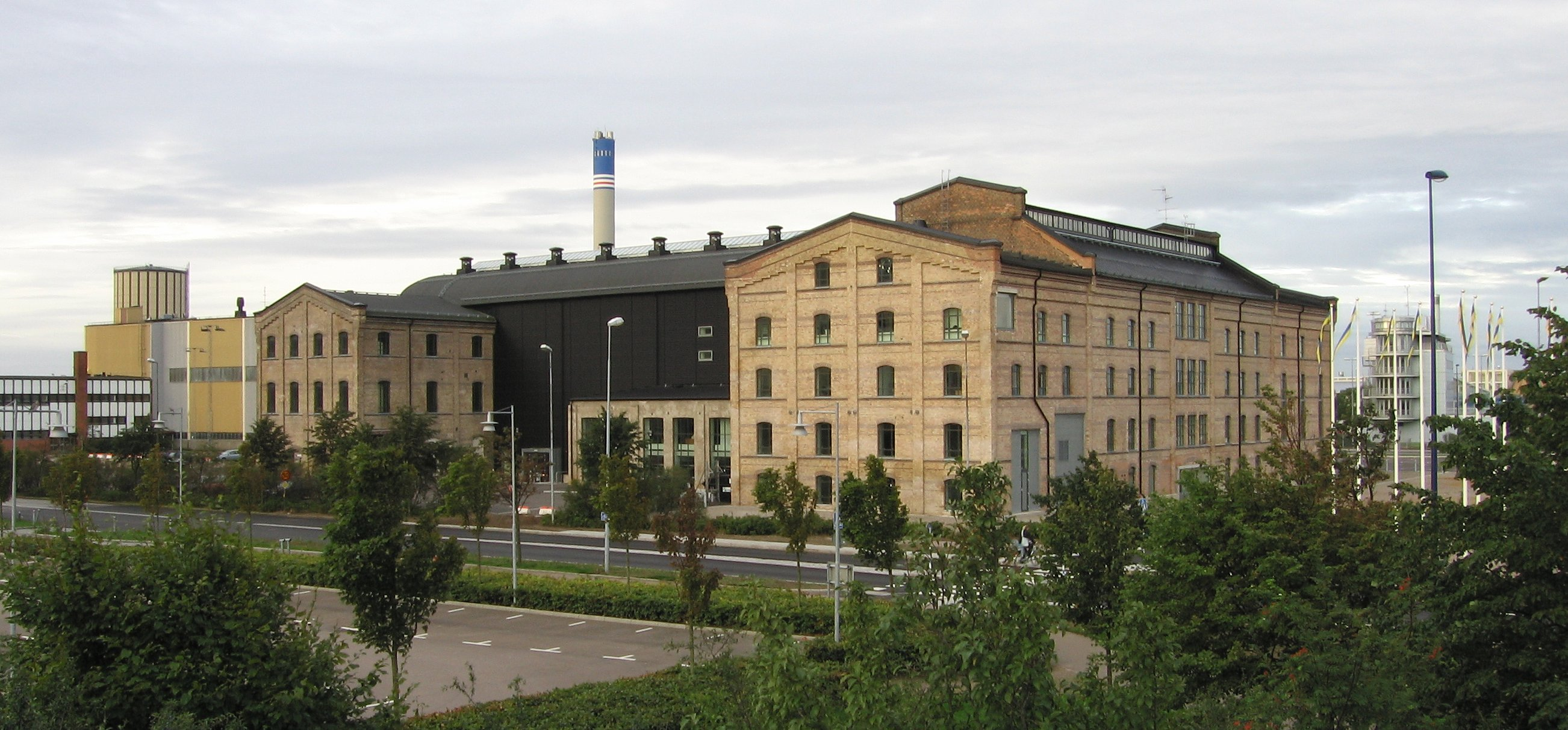
Die ehemalige, von Persson mitbegründete Zuckerfabrik Sockerbruket heute

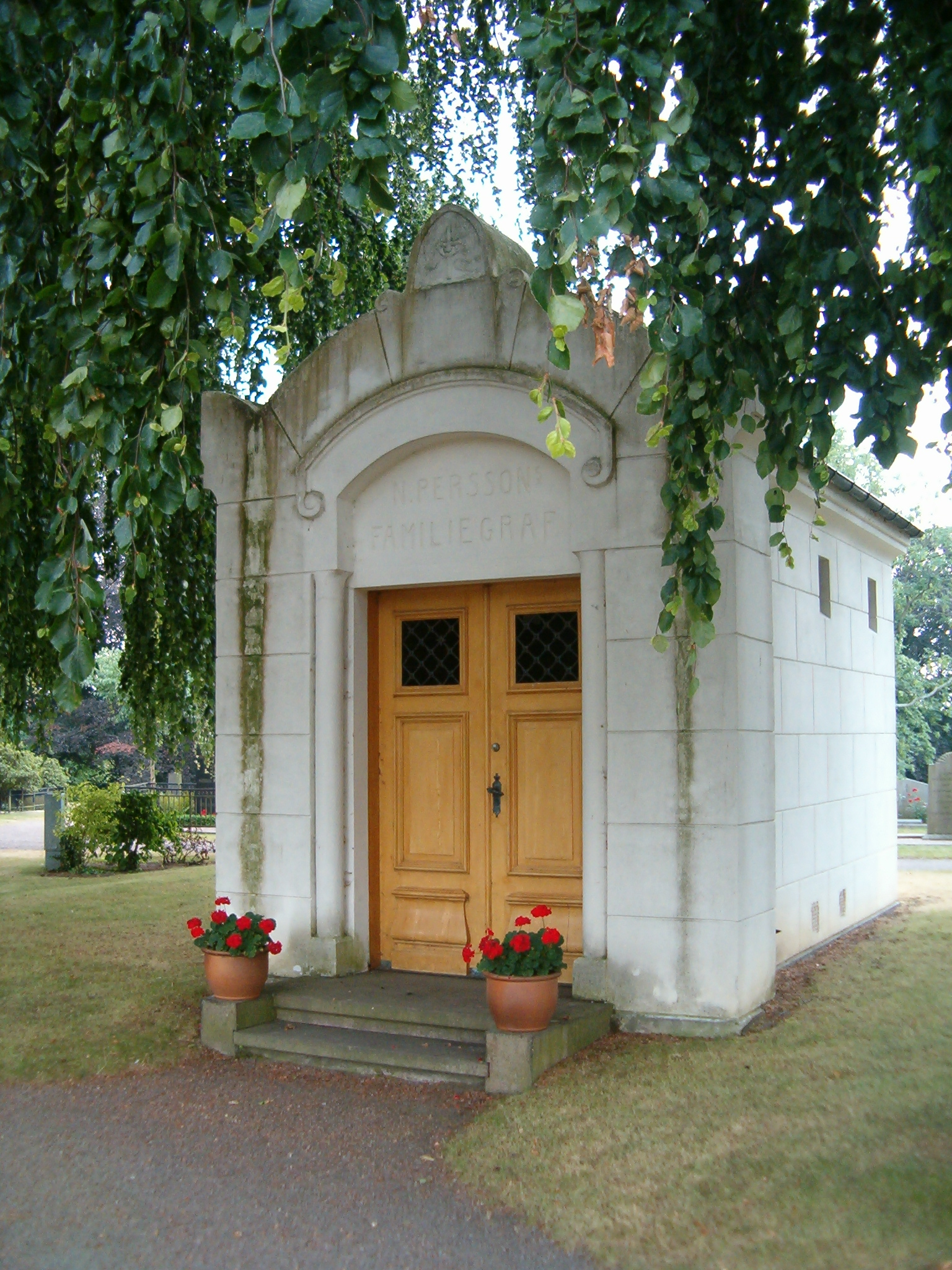
Mausoleum von Nils Persson auf dem Friedhof Donationskyrkogården in Helsingborg

Nils Persson (* 1836 in Allerum, Schonen; † 1916) war ein schwedischer Unternehmer und Konsul, er war Mitglied des schwedischen Reichstags. Mittelpunkt seiner unternehmerischen Tätigkeit war die südschwedische Stadt Helsingborg.

## Leben
Persson begann seine Kaufmannskarriere als 15-Jähriger im Laden seiner Tante. 1860 eröffnete er eine eigene Gemischtwarenhandlung in Helsingborg und spezialisierte sich auf den Import und Verkauf von Guano, das von den Bauern als Dünger verwendet wurde. Das Geschäft damit erwies sich als ausgesprochen lohnend und Persson befasste sich bald mit der Möglichkeit, Kunstdünger selbst herzustellen. 1875 gründete er schließlich die Skånska superfosfat- och svalesyrefabriks AB („Schonische Superphosphat- und Schwefelsäurefabriksaktiengesellschaft“), heute Teil des finnischen Chemiekonzerns Kemira, im Helsingborger Stadtteil Söder. Zur Herstellung des Düngers benötigte er zum einen phosphorhaltiges Material, zum anderen Schwefelsäure. Phosphor gewann er anfangs aus fossilen Säugetierknochen, ging aber später dazu über, Rohphosphat aus Florida und Nordafrika zu importieren. Die Schwefelsäure stellte er mit Hilfe von Schwefelkies her, das er in eigenen Gruben im norwegischen Sulitjelma förderte. Der Schwefelkies hatte einen hohen Kupfergehalt, was ihn 1886 zur Gründung des Kupferwerks Helsingborgs kopparverk AB im Anschluss an die Schwefelsäurefabrik veranlasste.
In Norwegen gewann er ebenfalls Eisenerz und gründete mehrere Gruben in um und Sulitjelma. 1887 gründete er die Sulitelma gruber AB. Durch seine Tätigkeit kam er zu Titeln wie „Erzkönig von Norwegen“ und vielen Ehrenbekundungen, musste aber auch die Kritik annehmen, dass er als Schwede sein Geld auf norwegischem Grund und Boden verdiente.
1873 gründete er in Konkurrenz zum Ziegelwerk des Unternehmers Petter Olsson Helsingborgs Ångtegelbruk AB. Seine „persategel“ („Persaziegel“ in Anlehnung an seinen Nachnamen) waren im Gegensatz zu Olssons gelben Ziegeln rotbraun. So konnte man zu dieser Zeit an den Helsingborger Häusern sehen, wo welcher der beiden Herren sein „Revier“ hatte. Der starke wirtschaftliche Aufschwung in und um Helsingborg um diese Zeit sorgte für eine große Nachfrage nach den Ziegeln, die bis ins dänische Kopenhagen verkauft wurden.
Persson war daneben an weiteren Fabrikgründungen beteiligt, darunter in Zusammenarbeit mit Petter Olsson die Zuckerfabrik (Sockerbruket) in Helsingborg und die Skromberga stenkols- och lerindustri AB in Ekeby.
Von 1875 bis 1903 war Persson schwedischer Vizekonsul in den Niederlanden und von 1894 bis 1909 Konsul in Deutschland. Als Konsul war es seine Aufgabe, die Handelsinteressen Schwedens in den jeweiligen Ländern zu wahren.
| Personendaten    | Personendaten                                           |
| ---------------- | ------------------------------------------------------- |
| NAME             | Persson, Nils                                           |
| KURZBESCHREIBUNG | schwedischer Unternehmer, Reichstagsmitglied und Konsul |
| GEBURTSDATUM     | 1836                                                    |
| GEBURTSORT       | Allerum, Schweden                                       |
| STERBEDATUM      | 1916                                                    |